# Batto quattro
Batto quattro è stata una trasmissione radiofonica andata in onda sul secondo programma della Rai dal 1967 al 1976 tutti i sabati mattina dalle 10,40 alle 11,30 con replica dapprima la domenica sera e in seguito alla domenica pomeriggio sul programma nazionale. La prima puntata venne trasmessa l'8 luglio 1967.

## Produzione
Realizzata nell'Auditorio "G" del Centro di produzione Rai di Milano in Corso Sempione, la trasmissione venne presentata a partire dal luglio 1967 in quasi tutte le edizioni da Gino Bramieri, che nel trimestre precedente, da aprile a giugno 1967, era ospite fisso del quarto ciclo di Gran varietà ottenendo un successo tale da convincere i dirigenti a creare una trasmissione dove era mattatore quasi assoluto. Al programma partecipavano anche altri ospiti, sia attori che recitavano sketch comici – il primo fu Lando Buzzanca – e cantanti che presentavano i loro successi del momento.
Come Gran varietà era suddivisa in cicli trimestrali, e anch'essa era il prodotto di registrazioni, fatte in tempi diversi e tenute insieme nella bobina finale di trasmissione da un abile lavoro di montaggio. In ogni trasmissione, dopo la sigla di chiusura, la voce di un'annunciatrice elencava titoli, autori e cantanti delle canzoni presentate nella puntata. Il titolo del programma venne ideato da Gorni Kramer, e si riferiva al termine usato dai direttori d'orchestra per dare l'avvio agli orchestrali sul tempo da seguire durante l'esecuzione di un brano musicale. I registi del programma, per la prima edizione, furono gli autori stessi, Italo Terzoli ed Enrico Vaime, mentre dalla seconda fino all'ultima fu Pino Gilioli. Il direttore d'orchestra fu Gorni Kramer, mentre Pino Massara era l'arrangiatore della sigla iniziale, cantata dallo stesso Gino Bramieri con il complesso I Musicals.
Bramieri ottenne grande popolarità, oltre che nelle barzellette, con i personaggi che presentò nella trasmissione: il Carugati, un saputello megalomane che crede di trovare una soluzione per tutti i problemi della vita; Gustavino Dell'Acqua, perennemente ubriaco, che vorrebbe essere baciato da tutti, e Toni Buleghin. La trasmissione ebbe una media di circa 2 milioni e mezzo di radioascoltatori.
Dopo altri tre cicli condotti da Bramieri, nella primavera del 1968 – quando Bramieri ritornò ospite fisso a Gran varietà – la trasmissione ebbe una conduzione al femminile (Sandra Mondaini e Lina Volonghi), con Walter Chiari e Alighiero Noschese ospiti fissi. Il tentativo però non ebbe i risultati sperati e dal ciclo seguente Bramieri venne richiamato alla conduzione, che mantenne fino alla conclusione del programma, nel 1976.
Tra gli ospiti della trasmissione, sono da ricordare Cochi e Renato, che parteciparono a tre edizioni, nell'autunno del 1968, nell'estate del 1970 e nel 1974. Tra i cantanti ospiti, si segnalano Rita Pavone, Françoise Hardy, Caterina Caselli, Iva Zanicchi, Mia Martini, Riccardo Del Turco e molti altri.
Il 14 e 15 aprile 1974, in occasione dell'inizio di Un disco per l'estate, andarono in onda due puntate speciali della trasmissione, dal titolo Batto cinquantaquattro, dove Bramieri presentava tutti i 54 cantanti partecipanti alla manifestazione canora.
Nel 2018 le Teche Rai hanno immesso in rete venti puntate della trasmissione, andate in onda tra il 27 settembre 1969 e il 14 febbraio 1970, compresa la trasmissione del 13 dicembre 1969 che all'epoca non andò in onda per il lutto nazionale a seguito della strage di Piazza Fontana a Milano, diffusa per la prima volta in assoluto sul canale radio del digitale terrestre Rai Radio Techete' il 6 febbraio 2018.